# Bruce Marshall
Claude Cunningham Bruce Marshall, známý pod jménem Bruce Marshall (24. června 1899 Edinburgh, Skotsko – 18. června 1987 Biot, Francie) byl skotský spisovatel a beletrista širokého záběru. Prvotinou se stala kniha A Thief in the Night vydaná v roce 1918 vlastním nákladem. Poslední dílo An Account of Capers vyšlo posmrtně roku 1998, tedy sedmdesát let od prvního.

## Osobní život
Narodil se ve skotském Edinburghu jako syn Claude Nivena Marshalla a Annie Margaretové (Bruceové) Marshallové. Vystudoval univerzitu v St. Andrews. V roce 1917 byl pokřtěnm stal se římským katolíkem a ve víře zůstal aktivní po celý zbytek života. Byl členem a několikrát zastával funkci v organizacích Una Voce a Latinské mešní společnosti.
Na počátku první světové války sloužil jako vojín pěšího pluku (Highland Light Infantry). V roce 1918 byl povýšen do důstojnické hodnosti a v pozici druhého poručíka přidělen k Irskému královskému střelectvu. Šest dnů před podpisem příměří byl vážně zraněn. Odvážný německý zdravotník riskoval život pro jeho záchranu v těžké palbě. Marshall tak přežil, ale padl do zajetí. Zranění vyústilo v amputaci jedné dolní končetiny. V roce 1919 byl povýšen do hodnosti prvního poručíka a následující rok uznána invalidita.
Po válce dokončil studium, stal se auditorem a přestěhoval se do Francie, kde pracoval v pařížské pobočce firmy Peat Marwick Mitchell.
V roce 1928 se oženil s Mary Pearsonovou Clarkovou (1908-1987). Z manželství vzešla dcera Sheila Elizabeth Bruceová Marshallová. Od roku 2005 je jeho vnučka Leslie Ferrarová správkyní majetku Prince z Walesu.
Během nacistické okupace Francie unikl z Paříže dva dny před jejím obsazením. Vrátil se do Anglie, kde se připojil jako poručík ke sboru královské armády mající v gesci dohled nad hospodařením (Royal Army Pay Corps). Poté pracoval pro výzvědnou službu, v níž byl povýšen do hodnosti kapitána, udržoval styky s Francouzským hnutím odporu a následně se stal podplukovníkem přiděleným k divizi operující v Rakousku. V roce 1945 byl převelen do zálohy (General List) a armádu opustil v roce 1946.
Po druhé světové válce se vrátil do Francie, usadil se na Francouzské riviéře a strávil tam celý zbytek života. Zemřel ve městě Biot (Francie) šest dnů před svými osmdesátými osmými narozeninami.

## Dílo

### Původní vydání
- A Thief in the Night (ca 1918)
- This Sorry Scheme (1924)
- The Stooping Venus; a Novel (1926)
- Teacup Terrace (1926)
- And There Were Giants ... (1927)
- The Other Mary (1927)
- High Brows, an Extravaganza of Manners—Mostly Bad ... (1929)
- The Little Friend  (1929)
- The Rough House, a possibility (1930)
- Children of This Earth (1930)
- Father Malachy's Miracle (1931)
- Prayer for the Living (1934)
- The Uncertain Glory (1935)
- Canon to the Right of Them (1936)
- Luckypenny  (1937)
- Delilah Upside Down, a Tract, with a Thrill (1941)
- Yellow Tapers for Paris, a Dirge (1943)
- The World, the Flesh, and Father Smith (neboli All Glorious Within) (1944)
- George Brown's Schooldays (1946)
- Vespers in Vienna (AKA The Red Danube) (1947)
- All glorious within (česky 1948, název Plná slávy)
- To Every Man a Penny (1949)
- článek do A Time to Laugh: A Risible Reader by Catholic Writers, vydáno Paulem J. Phelanem (1949)
- The Curé of Ars,[5] kapitola v Saints for Now, vydéno Clare Bootheovou Luceovou (1952)
- úvod k Rue Notre Dame od Daniela Pezerila (1953)
- The Fair Bride (1953)
- The White Rabbit  (1953) (biografie)
- Thoughts of My Cats (1954) (poloautobiografie)
- Only Fade Away (1954)
- předmluva k Top Secret Mission od Madelaine Dukeové (1955)
- Girl in May (1956)
- The Accounting (neboli The Bank Audit) (1958)
- A Thread of Scarlet (neboli Satan and Cardinal Campbell) (1959)
- The Divided Lady (1960)
- A Girl from Lübeck (1962)
- The Month of the Falling Leaves (1963)
- Father Hilary's Holiday (1965)
- The Bishop  (1970)
- The Black Oxen (1972)
- Urban the Ninth (1973)
- Operation Iscariot (1974)
- Marx the First (1975)
- Peter the Second (1976)
- The Yellow Streak (1977)
- Prayer for a Concubine (1978)
- Flutter in the Dovecote (1986)
- A Foot in the Grave (1987)
- An Account of Capers (1988)